# Gheorghe Vergil Șerbu
Gheorghe Vergil Șerbu (ur. 29 marca 1949 w Gałaczu) – rumuński polityk, senator, w 2007 deputowany do Parlamentu Europejskiego.

## Życiorys
Zaangażowany w działalność Partii Narodowo-Liberalnej. W latach 2004–2008 z ramienia tego ugrupowania zasiadał w rumuńskim Senacie, reprezentując okręg Konstanca.
Po przystąpieniu Rumunii do Unii Europejskiej 1 stycznia 2007 objął mandat eurodeputowanego jako przedstawiciel PNL w delegacji krajowej. Został członkiem grupy Porozumienia Liberałów i Demokratów na rzecz Europy oraz Komisji Kultury i Edukacji. Z PE odszedł 9 grudnia 2007, kiedy to w Europarlamencie zasiedli deputowani wybrani w wyborach powszechnych.